# Velika Ježevica
Velika Ježevica (en serbe cyrillique : Велика Јежевица) est un village de Serbie situé dans la municipalité de Požega, district de Zlatibor. Au recensement de 2011, il comptait 368 habitants.
Velika Ježevica est également connue sous le nom de Ježevica.

## Démographie

### Évolution historique de la population
| 1948 | 1953 | 1961 | 1971 | 1981 | 1991 | 2002 | 2011 |
| ---- | ---- | ---- | ---- | ---- | ---- | ---- | ---- |
| 848  | 896  | 805  | 717  | 630  | 539  | 481  | 368  |

|  |